# 韓嘉謨
韓嘉謨為中國清朝武官官員。韓嘉謨於1855年（咸豐5年）奉旨接替邵連科，於台灣地區擔任澎湖水師協副將。而隸屬台灣鎮之下的此官職職等為正二品，是台灣清治時期的這階段，扼守台灣海峽的重要武將，並統帥兩標水營，數千名水師兵勇。
| 前任： 邵連科 | 澎湖水師協副將 1855年上任 | 繼任： 黃進平 |